# Europa-Center

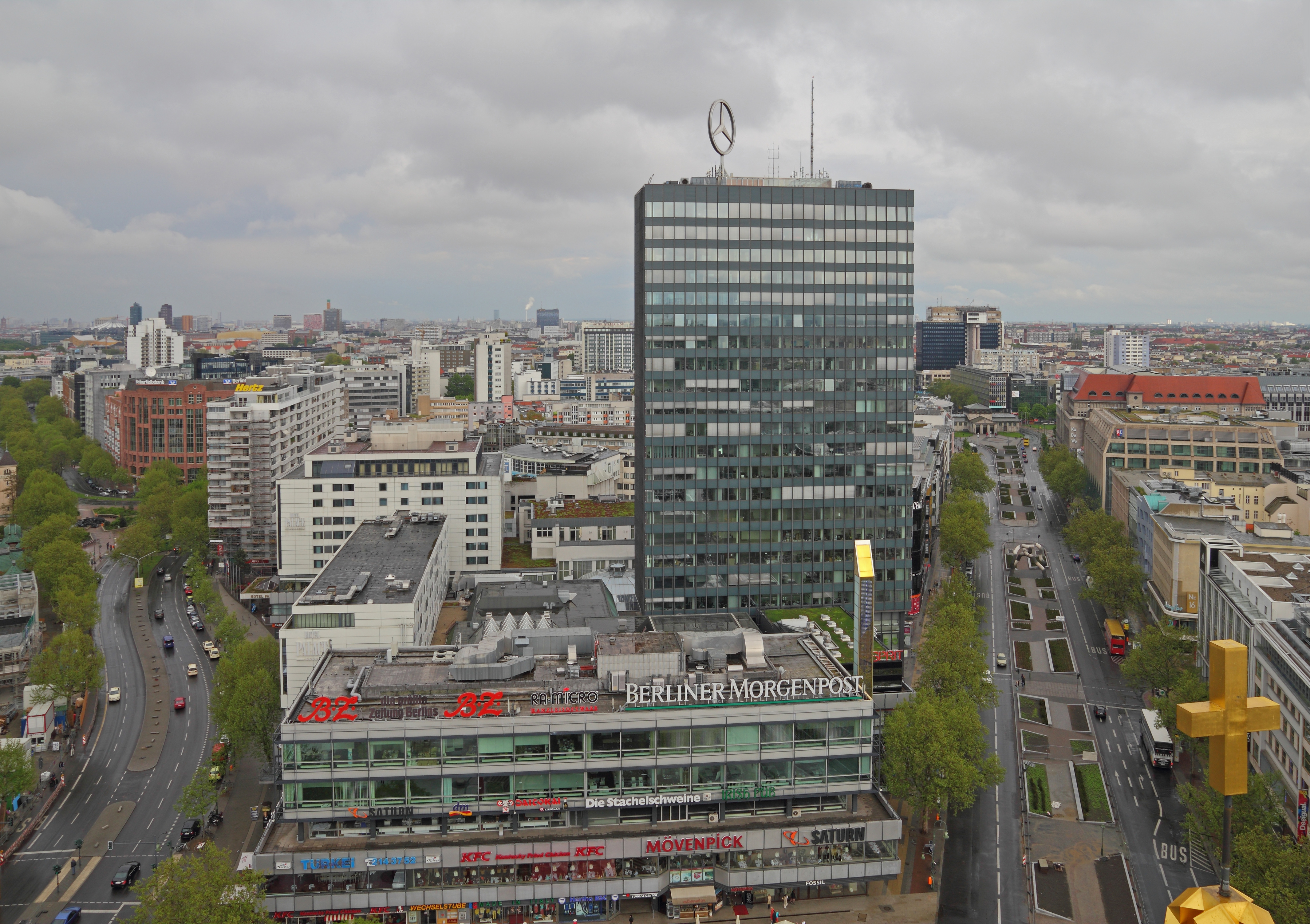
Europa-Center

Europa-Center – kompleks budynków na Breitscheidplatz w Berlinie z wyróżniającym się wieżowcem. W latach 60 XX wieku stał się jednym z kultowych miejsc Berlina Zachodniego, wraz z Kościołem Pamięci Cesarza Wilhelma. Jest to budynek historyczny.